# Ungheni
Ungheni – miasto w Mołdawii, w rejonie Ungheni. W 2014 roku liczyło 30 804 mieszkańców.
Leży nad Prutem. Znajduje się w nim przejście graniczne z Rumunią. Most nad Prutem stanowi jednocześnie kolejowe przejście graniczne. Po drugiej stronie rzeki leży rumuńska wieś o tej samej nazwie: Ungheni.

## Współpraca
- Auce, Łotwa
- Dmitrowsk Orłowski, Rosja
- Konin, Polska
- Reghin, Rumunia
- Wasylków, Ukraina
- Winston-Salem, Stany Zjednoczone
- Mankato, Stany Zjednoczone
- Cascais, Portugalia